# De orthographia bohemica
 (juillet 2015).
Si vous disposez d'ouvrages ou d'articles de référence ou si vous connaissez des sites web de qualité traitant du thème abordé ici, merci de compléter l'article en donnant les références utiles à sa vérifiabilité et en les liant à la section « Notes et références ».
De orthographia bohemica (De l’orthographe du tchèque) est une œuvre écrite en latin par le réformateur Jan Hus du début du XVe siècle, dans lequel la langue tchèque a reçu une orthographe codifiée.

## Auteur
Bien que l’identité de l’auteur et la date précise de l’auteur soient inconnus, il est largement admis, sur la base d’études historiques et philologiques, que l’auteur est Jan Hus et que l’ouvrage a été rédigé entre 1406 et 1412.

## Œuvre

### Objectif
L’objectif principal de la De orthographia bohemica était de simplifier et d’unifier l’orthographe tchèque afin de promouvoir l’alphabétisation en rendant la langue « plus claire et plus facile » à lire et à écrire. Au lieu de représenter des sons à l’aide de digrammes et de trigrammes, il a proposé une « orthographe diacritique », où une lettre indique un seul son, et des sons différents, mais connexes (tels que ceux actuellement représentés par r et ř) se distinguent par des signes diacritiques.

### Portée
La De orthographia bohemica est le premier document connu dans lesquelles ces réformes d’orthographe ont été suggérées pour une langue slave. On ne sait pas encore vraiment clair où Jan Hus a puisé son inspiration pour ce travail. Envisagée dans le contexte de l’étude simultanée de lettres de saint Jérôme par des chercheurs danois de l’hébreu qui travaillent à la Sorbonne, il y avait une bonne connaissance des pratiques orthographiques à l’époque (en particulier la désignation de voyelles longues). Selon une étude réalisée par FV Mareš , un stimulus pour le projet était la connaissance de l’auteur de glagolitique, utilisé par les moines croates dans le monastère d’Emmaüs (Na Slovanech) à Prague.
L’importance de ce document réside dans la longévité et la large application de son système logique de signes diacritiques. Son impact est évident dans la Náměšťská mluvnice (Grammaire de Náměšť), la première grammaire de la langue tchèque, publiée en 1533, mais l’adoption des nouvelles règles a été relativement lente et loin d’être uniforme. Tout au long du XVIe siècle, certains imprimeurs et typographes ont ignoré les recommandations de la De orthographia bohemica et continué à maintenir certains digrammes (par exemple pour ss /ʃ/ au lieu de s), bien que leur utilisation soit devenue considérablement plus uniforme. Les scribes ont, en outre, été beaucoup plus lents que les imprimeurs à adopter les nouvelles règles.

### Éditions
- (la) Jan Hus, Orthographia Bohemica, c. 1406-1412 (lire en ligne).
- (la + cs) Jan Hus et Aloys Vojtěch Šembera, Orthographia Bohemica = Ortografie Česká, Vienne, 1857 (lire en ligne).